# Онегин, Николай Дмитриевич
Никола́й Дми́триевич Оне́гин (19 декабря 1904, с. Ракула, Архангельская губерния — ?) — деятель ГПУ/НКВД СССР, майор государственной безопасности, заместитель наркома внутренних дел Коми АССР. Входил в состав особой тройки НКВД СССР, внесудебного и, следовательно, не правосудного органа уголовного преследования.

## Биография
Николай Дмитриевич Онегин родился в 1904 году в селе Ракула Архангельской губернии. Большая часть его жизни была связана с работой в органах ВЧК-ОГПУ-НКВД-МГБ.
- 1927 год — начало службы в РККА.
- 1936 год — служба в органах государственной безопасности в Северном крае.
- 1937—1938 годы — заместитель наркома внутренних дел Коми АССР. Этот период отмечен вхождением в состав особой тройки, созданной по приказу НКВД СССР от 30.07.1937 № 00447[2] и активным участием в сталинских репрессиях[3].
- 1942 год — начальник ОО НКВД 342 стрелковой дивизии.
- 1943—1945 годы — служба в СМЕРШе.

Закончил службу 24 октября 1954 года в звании подполковника.

## Награды
- 12.02.1943 — Орден Красной Звезды
- 20.10.1943 — Орден Отечественной войны 2-й степени
- 26.06.1944 — Орден Отечественной войны 1-й степени
- 03.11.1944 — Орден Красной Звезды